# 朱晓明 (1947年)
朱晓明（1947年10月—），男，汉族，浙江海盐人，中华人民共和国政治人物，曾任上海市人大常委会副主任，上海市政协副主席，中欧国际工商学院院长。